# Sosnowskoje (Nischni Nowgorod)
Sosnowskoje (russisch Сосно́вское) ist eine Siedlung städtischen Typs in der Oblast Nischni Nowgorod in Russland mit 8746 Einwohnern (Stand 14. Oktober 2010).

## Geographie
Der Ort liegt etwa 75 km Luftlinie südwestlich des Oblastverwaltungszentrums Nischni Nowgorod, unweit des rechten Oka-Nebenflusses Kischma.
Sosnowskoje ist Verwaltungszentrum des Rajons Sosnowski sowie Sitz und einzige Ortschaft der Stadtgemeinde (gorodskoje posselenije) Rabotschi possjolok Sosnowskoje.

## Geschichte
Der Ort wurde im 16. Jahrhundert gegründet. Seit Anfang des 17., verstärkt ab Ende des 18. Jahrhunderts entwickelte sich in Sosnowskoje, das Verwaltungssitz einer Wolost wurde, wie in vielen Ortschaften der landwirtschaftlich wegen schlechter Böden nur wenig nutzbaren Region das metallverarbeitende Handwerk, insbesondere die Herstellung von Werkzeugen.
Seit 1935 ist Sosnowskoje Verwaltungssitz eines Rajons, der aus dem Pawlowski rajon ausgegliedert wurde. 1938 erhielt der Ort den Status einer Siedlung städtischen Typs.

### Bevölkerungsentwicklung
| Jahr | Einwohner |
| ---- | --------- |
| 1939 | 4684      |
| 1959 | 6188      |
| 1970 | 8191      |
| 1979 | 8770      |
| 1989 | 9187      |
| 2002 | 9207      |
| 2010 | 8746      |

Anmerkung: Volkszählungsdaten

## Verkehr
Die Siedlung liegt an der Regionalstraße 22K-0036, die von Pawlowo kommend weiter in südlicher Richtung über Muchtolowo zur 22K-0079 bei Ardatow führt. In Pawlowo, etwa 20 km nördlich, befindet sich die nächstgelegene Bahnstation Metallist, Endpunkt einer Strecke von Nischni Nowgorod.